# Панцирні кліщі
Панцирні кліщі або орибатиди (Oribatida) — підряд кліщів ряду Sarcoptiformes. Одна з найчисельніших груп мікроартропод, які зазвичай населяють ґрунт, лісову підстилку, трапляються на рослинах. Деякі орібатиди пристосувалися до життя у воді. На сьогодні відомо більше ніж 10 тисяч описаних видів, що належать до 1252 родів з 164 родин. Їх чисельність в розрахунку на 1 м2 може коливатися в межах від тисяч (на луках) до декількох сотень тисяч (в лісах) екземплярів. При цьому видове багатство на такій площі може сягати більше ніж 100 видів.

## Спосіб життя
Це переважно грунтові тварини, хоча деякі трапляються в прісних водоймах, на корі дерев, на лишайниках, мохах та водоростях. Вони колонізують практично всі екосистеми суходолу за умови наявності органічного матеріалу. У кислих бореальних лісах їх кількість може досягати до 400 тисяч екземплярів на квадратний метр. Харчуються переважно детритом.
Приблизно 10% видів розмножуються партеногенезом (телітокія), що перевищує всі інші групи тварин.

## Поширення та еволюція
Різноманіття орибатид в тропіках не набагато перевершує різноманіття в помірній зоні. Дані молекулярної філогенетики вказують на походження орибатид у докембрії чи ранньому палеозої. Найдавніші викопні орибатиди відомі з девону Шотландії та США віком у 400 млн років.